# Amtsbezirk Mureck
Der Amtsbezirk Mureck war zwischen 1853 und 1867 eine Verwaltungseinheit im Grazer Kreis in der Steiermark.
Der Amtsbezirk war der Kreisbehörde in Graz unterstellt und besorgte deren Amtsgeschäfte vor Ort. Die Zuständigkeit erstreckte sich neben Mureck auf die Gemeinden Absberg, Bierbaum, Deutschgoritz, Diepersdorf, Dietersdorf, Edla, Entschendorf, Frattenberg, Frattendorf, Gosdorf, Graben, Grabersdorf, Hainsdorf, Hart, Hofstätten, Kronnersdorf, Landorf, Lichendorf, Lugatz, Marktl, Mettersdorf, Nassau, Nägelsdorf, Oberrakitsch, Oberschwarza, Ottersdorf, Perbersdorf (Pfarre St. Peter), Perbersdorf (Pfarre St. Veit), Peihla (Pfarre Mureck), Proskersdorf, Rannersdorf, Ratschendorf, Rohrbach, Rosengrund, Roßhof, Salsach, Schrötten, Schwabau, Seibersdorf (Pfarre Abstall), Seibersdorf am Vogau, Siebing, Spitz, Stanz im Mürztal, Straden, Süßenberg, Trassenberg, Trösing, Unterrakitsch, Unterschwarza, Waasen, Weinburg, Weitersfeld, Wieden, Wiersdorf, Wiesenbach, Wittmannsdorf, Wölling und Zehensdorf.